# Моя прекрасная звезда
«Моя прекрасная звезда» (фр. Ma bonne étoile) — французский кинофильм о лошадиных бегах, поставленный режиссёром Анн Фассио с участием актёров Флёр Лиз, Кристофера Ламберта и Клода Брассёра. Вышел в национальный прокат 11 июля 2012 года. На 26-м кинофестивале в Кабуре фильм удостоился двух наград — приза зрительских симпатий и приза «Первая встреча» (Premier Rendez-Vous) лучшей начинающей актрисе, который присудили Флёр Лиз.

## Сюжет
История фильма разворачивается в среде людей, причастных к жизни ипподрома, рысаков и лошадиных бегов. Кристофер Ламберт играет отца семейства, который работает инструктором на ипподроме, а Флёр Лиз выступает в роли его дочери — наездницы. Рождение жеребёнка, потерявшего вскоре свою мать, и его воспитание девушкой, тоже перенёсшей вместе с отцом страшную потерю, дарит надежду на будущее и возвращает счастье в семью. Благодаря упорству дочери, жеребёнок превращается в красивую кобылу по имени Маркиза и приносит своей хозяйке решительную победу на бегах за «При д’Америк» (Prix d’Amérique).

## В ролях
- Флёр Лиз — Луиза Барталомью
- Кристофер Ламберт — Пьер Барталомью, отец Луизы
- Клод Брассёр — Робер, дед Луизы
- Антуан Берри-Роджер —   Жульен Гадан, молодой человек Луизы

## Создание фильма
Съёмки второго полнометражного фильма Анни Фассио начались в начале августа 2011 года в Нормандии. Для производства картины о лошадиных бегах из-за постоянных переездов киногруппы потребовалось более сорока человек технического персонала. После Довиля, Трувиля, Вилье-сюр-Мера фильм завершился съёмками в Кабуре. В течение недели группа работала в коммуне Дьеп. 15 сентября на пляже Пурвиля было перекрыто движение для проведения натурных съёмок на побережье.
По словам режиссёра фильма Анн Фассио, она снимала оптимистичный фильм, работа с Клодом Брассёром, Кристофером Ламбертом и Флёр Лиз доставила ей удовольствие. Ещё на сценарной стадии картины Фассио всерьёз увлеклась бегами. В то же время съёмки на ипподроме не были простыми. «Съёмки бегов очень специфичны и отличаются особой динамичностью, оператору нужно находиться среди рысаков, чтобы передать всё напряжение бегов» — отметила Анни Фассио.
Актёр Кристофер Ламберт был захвачен предложенным ему сценарием, который счёл оптимистичным, и отметил, что, несмотря на печальные события, происходящие в начале фильма, персонажи сохранили надежду на будущее и достигли невозможного. Он уже не раз работал с лошадьми в кино, хотя по-прежнему считает, что знает их только на уровне дилетанта. Это не помешало ему приобщить к съёмкам Матиаса Монкорже, сына Жана Габена. На «Моей счастливой звезде» Кристофер Ламберт вновь играл вместе с Клодом Брассёром. По словам Ламберта, Брассёр не изменился и по-прежнему тепло принимает старых знакомых. Впервые они встретились тридцать лет тому назад в фильме «Необходимая самооборона», снимавшемся в Довиле, рядом с Кабуром.